# L'Enfant Plaza

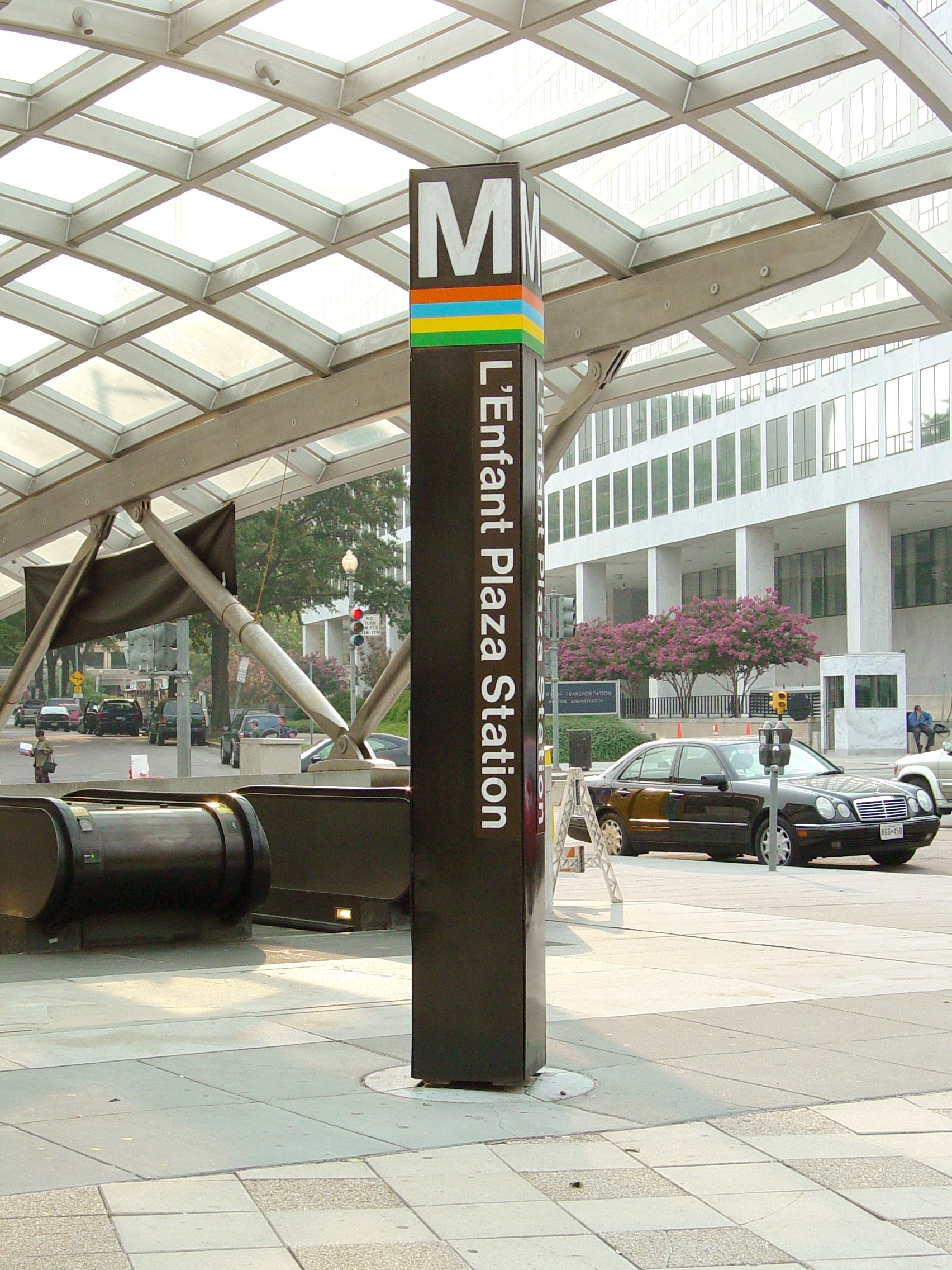
Pilón de la parada de metro L'Enfant Plaza

Para la estación de Metro de Washington, véase L'Enfant Plaza (Washington Metro)
L'Enfant Plaza es un complejo de 8 edificios comerciales y gubernamentales, así como un centro comercial y una parada del Metro de Washington. Está construido sobre un paseo en el cuadrante sudoeste de Washington D. C.. Lleva el nombre del arquitecto y urbanista que diseñó la disposición de las calles de la capital, Pierre L'Enfant. Se inauguró en 1968 y sigue siendo la única plaza pública de Washington con el suelo adoquinado. La plaza se encuentra al lado de la avenida Independence, entre las calles 12.ª y 9.ª (aunque la calle 9 pasa por debajo de los edificios en la parte este de la plaza).

## Origen
El paseo L'Enfant, la principal calle de la plaza y centro de ella, acaba en una gran desembocadura llamada Banneker Park (en honor a Benjamin Banneker, un hombre libre negro del siglo XVIII que fue un importante aparejador de la ciudad y uno de los primeros activistas afroamericanos). El Banneker Park fue diseñado por Daniel Urban Kiley e inaugurado en 1970. Fue el primer sitio público en Washington en ser creado en nombre de un afroamericano.
Inicialmente se planeó que el Centro John F. Kennedy para las Artes Escénicas se encontrase al final del paseo L'Enfant, en el solar que ahora se encuentra el Banneker Park. El Centro Kennedy se iba a convertir en la figura del desarrollo de un pasillo comercial a lo largo del paseo L'Enfant. Sin embargo, el principal valeedor del proyecto, William Zeckendorf, se quedó en la bancarrota durante la construcción de la plaza, lo que obligó a los patrocinadores del Centro Kennedy a encontrar un nuevo solar. (Al final encontraron una nueva ubicación en Foggy Bottom, aunque esta reubicación produjo un retraso en la apertura de 3 años).
Los edificios de L'Enfant Plaza son de estilo brutalista. Muchos de ellos, incluyendo el Hotel L'Enfant Plaza, fueron diseñado por I.M. Pei. En el lado este del paseo, delante del hotel, hay un gran jardín público.

## Planes
Se consideró el Banneker Park como el sitio idóneo para el Museo Nacional de Arte y Cultura Afroamericana (Washington), de la Smithsonian Institution. Sin embargo, el museo se construirá en el National Mall.
L'Enfant Plaza es el sitio elegido para la construcción del nuevo Museo Nacional para Niños. Las oficinas del museo se encuentran en un espacio comercial alquilado dentro de la plaza hasta que el edificio propio se complete. Además se ha planeado un memorial oficial para Benjamin Banneker, el cual se encuentra en fase de diseño.
- Datos: Q6455669
- Multimedia: L'Enfant Plaza / Q6455669